# Lai da Marmorera
Der Lai da Marmorera ⓘ (rätoromanisch Lai da Murmarera; deutsch Marmorerasee) ist ein Stausee in der Gemeinde Surses im Schweizer Kanton Graubünden, der von den Kraftwerken Mittelbünden des Elektrizitätswerks der Stadt Zürich (EWZ) betrieben wird. Zu erreichen ist er von Tiefencastel oder vom Engadin her von der Ortschaft Silvaplana über den Julierpass. Einzige Ortschaft am See ist Marmorera. Oberhalb des westlichen Endes der Staumauer liegt die Ruine der Burg Marmels.

## Geschichte

Lagekarte und Anlageschema

Der Staudamm Marmorera (Castiletto) wurde 1954 fertiggestellt. Das alte Marmorera wurde geflutet, nachdem die wichtigsten Gebäude gesprengt worden waren. Das neue Marmorera wurde oberhalb des Stausees und der Julierpass-Strasse gebaut. Viele Einwohner zogen es aus wirtschaftlichen und emotionalen Gründen vor, wegzuziehen.

## Staudammerhöhung
Laut dem Schweizer Stromgesetz von 2024 soll der Damm um 14 Meter erhöht werden.

## Tauchen
Der Lai da Marmorera wird im Sommer und Herbst oft von Tauchern besucht, da er ideale Bedingungen für das Bergseetauchen bietet: glasklares Wasser, Reste des versunkenen Dorfs und eine Anfahrt, die von Norden her über keine Pässe führt. Es gibt zwei sichere und einfach zugängliche Tauchplätze: den ersten unterhalb der Postautohaltestelle «Marmorera Dorf» und den zweiten in der Nähe der Julierbrücke am südlichen Seeende.

## Bilder

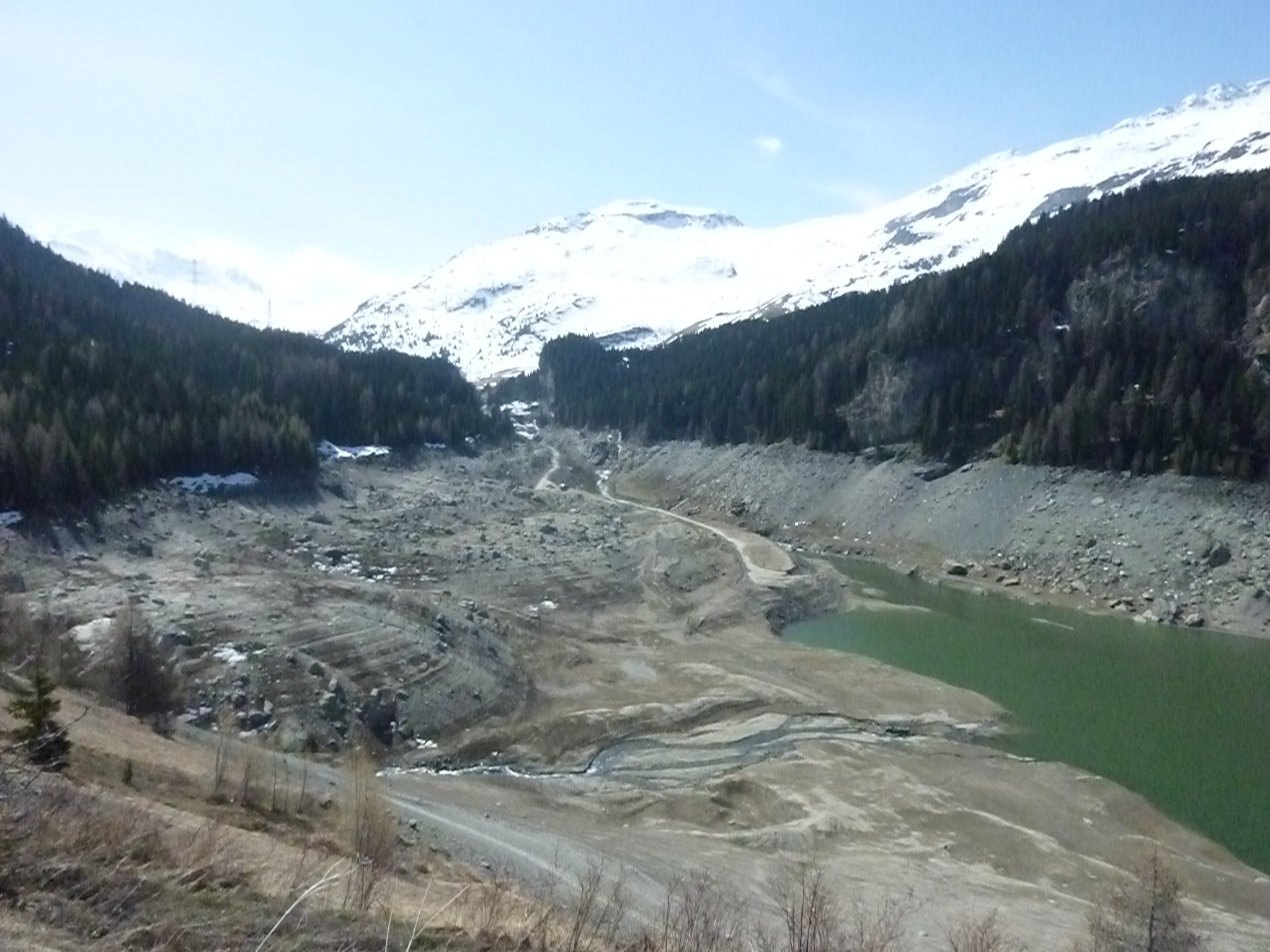
Entleerter Stausee im April 2010
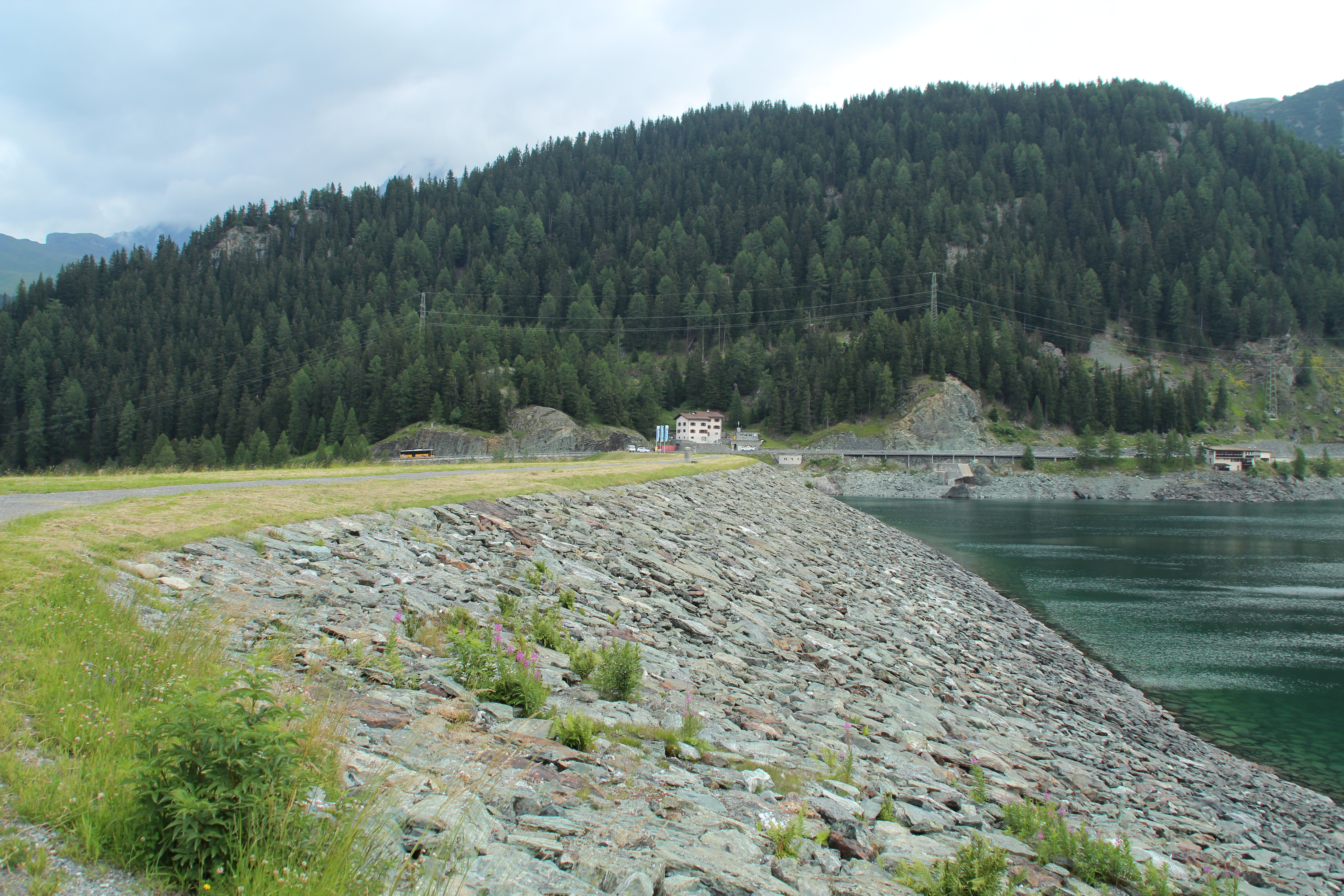
Erdschüttdamm Marmorera (Castiletto)
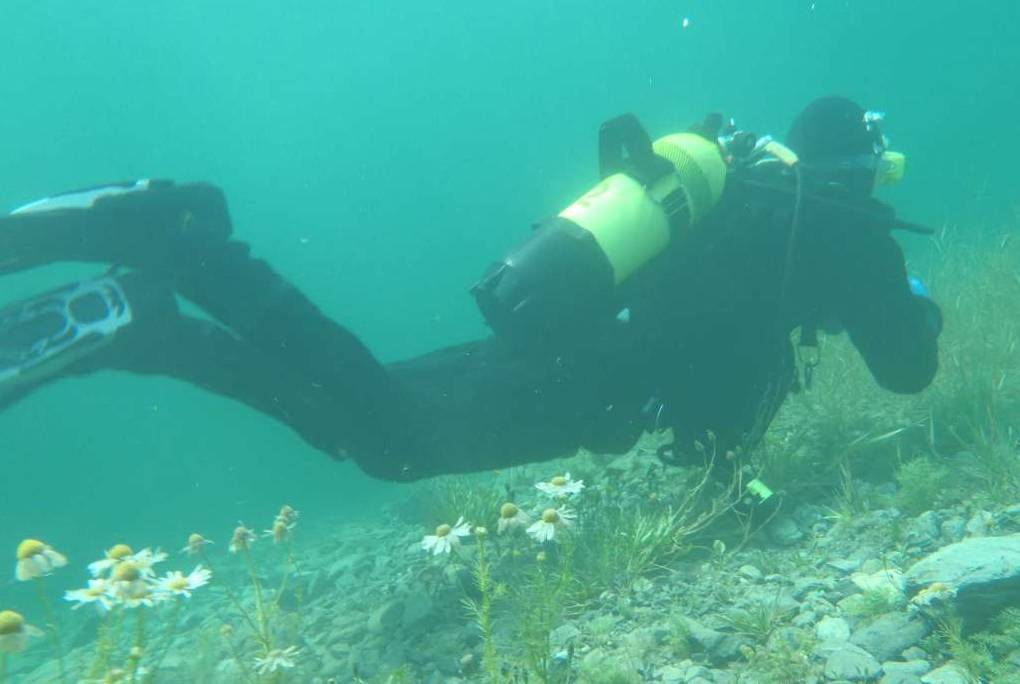
Taucher im Lai da Marmorera
Historisches Luftbild von Werner Friedli (1954)